# Světová federace nezávislých skautů
Světová federace nezávislých skautů (anglicky World Federation of Independent Scouts, WFIS) byla založena roku 1996 v Německu. Jedná se o alternativní mezinárodní federaci skautských organizací k dominatní Světové organizaci skautského hnutí (WOSM); na rozdíl od WOSM, která přijímá jen jednu skautskou organizaci z dané země, WFIS přijímá libovolné skautské organizace nespojené s jinou mezinárodní organizací, a sdružuje tak především alternativní národní skautské organizace. V Česku jsou členy Skaut – český skauting ABS (od roku 2009) a Svaz skautů a skautek České republiky (od roku 2012).
WFIS se hlásí k původním hodnotám a tradicím zakladatele skautingu Roberta Baden-Powella; od svých organizací vyžaduje, aby používaly jeho původní program, kroje, myšlenkové základy a organizační strukturu tak, jak jsou uvedeny ve Scouting for Boys, s výjimkou úprav pro potřeby zdraví, ochrany přírody a bezpečnosti.
V roce 2012 sdružovala federace celkem přibližně 1 milion členů. V roce 2020 šlo o přibližně 6,5 milionu členů ve více než 60 zemích.
WFIS pro své členy pořádá řadu workshopů, mezinárodních táborů a jamboree.